# Angelus Clarenus

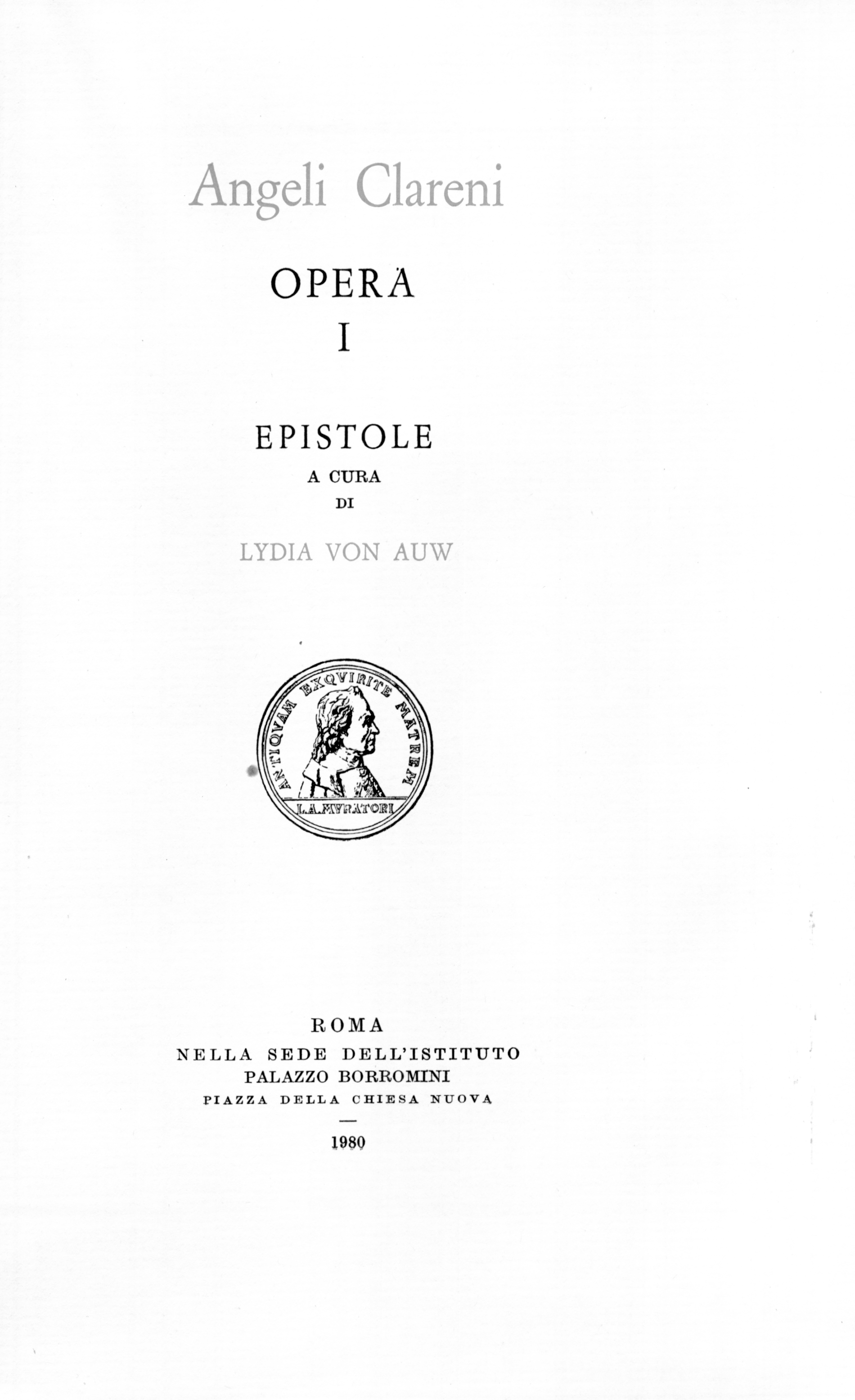
Epistole

Angelus Clarenus OFM (* um 1250 in Chiarino, Mittelitalien; † 1337; ursprünglicher Name Pietro da Fossombrone) war ein Vertreter der Spiritualen, einer radikalen Strömung innerhalb des Franziskanerordens.

## Leben
Im Armutsstreit innerhalb des Franziskanerordens setzte er sich für eine rigorose Umsetzung des ursprünglichen franziskanischen Ideals der Armut ein. Seine innerkirchlichen Gegner erreichten, dass er 1280 zusammen mit anderen Spiritualen als Häretiker eingekerkert wurde. 1289 wurde er auf Betreiben des franziskanischen Generalministers Raymund Gaufredi wieder freigelassen und zur Vermeidung weiterer Konflikte als Missionar nach Armenien geschickt. Nach seiner Rückkehr von dort im Jahr 1293 erlaubte ihm Papst Coelestin V. eine eigene Mönchsgemeinschaft (Pauperes Eremitae Domini Coelestini) zu gründen. Unter Bonifatius VIII. verlor er jedoch das päpstliche Wohlwollen und musste um 1295 mit seinen Brüdern nach Griechenland fliehen. Später kehrte er nach Italien zurück und trat, um Schutz vor seinen Gegnern zu finden, nach 1311 in die bedeutende Benediktinerabtei Subiaco ein. Auch dort wirkte er weiter für die Sache der Spiritualen. Im Zuge der Verschärfung des Konfliktes fühlte er sich in Subiaco nicht mehr sicher genug und floh 1334 zu einer süditalienischen Eremitengemeinschaft, wo er bis zu seinem Tod 1337 blieb.

## Die Clarener
Im Jahre 1293 sammelte Clarenus eine Gruppe Cölestiner um sich und gründete mit päpstlicher Genehmigung die Ordensgemeinschaft der nach ihm benannten Clarener (auch Clareniner). Sie lebten als Einsiedler und waren im 15. Jahrhundert als „Eremiten des Angelus Clarenus“ dem Ortsbischof unterstellt. In der Folgezeit teilte sich der Orden auf, 1473 schloss sich ein Teil den Franziskanern an, andere gingen zu den Observanten. Papst Julius II. (1503–1513) ordnete die Eingliederung zu den Observanten an und Pius V. (1566–1572) gliederte sie 1568 endgültig in die Franziskanerorden ein.

## Literarische Werke
Angelus Clarenus' verfasste Verteidigungsschriften für die Überzeugungen der Spiritualen. So legte er in der "Expositio regulae fratrum minorum" die Ordensregel der Franziskaner im Sinne seines strengen Armutsideals aus und schrieb in der "Historia septem tribulationum" einen kritischen Überblick über die Kirchengeschichte. Er wirkte auch als Übersetzer theologischer griechischer Schriften.

### Ausgaben
- Lydia von Auw (Hrsg.): Epistulae/Epistole. (Opera / Angelus <Clarenus>; 1) Istituto Storico Italiano per il Medio Evo, Rom 1980.
- David Burr (Hrsg.): A chronicle or history of the seven tribulations of the order of brothers minor. Franciscan Inst. Publ., St. Bonaventura 2005, ISBN 1-57659-198-0.
- Giovanni Boccali (Hrsg.): Liber chronicarum, sive Tribulationum Ordinis Minorum. (Pubblicazioni della Biblioteca Francescana, Chiesa Nuova, Assisi; 8). Porziuncola, Santa Maria degli Angeli 1999, ISBN 88-270-0380-0.

### Sekundärliteratur
- David Burr: The Spiritual Franciscans: From Protest to Persecution in the Century after Saint Francis. Pennsylvania State University Press, University Park 2001, ISBN 0-271-02128-4.
- Helmut Feld: Die Franziskaner. UTB, Stuttgart 2008, ISBN 978-3-8252-3011-1.
- Klaus-Gunther Wesseling: Petrus von Fossombrone. In: Biographisch-Bibliographisches Kirchenlexikon (BBKL). Band 7, Bautz, Herzberg 1994, ISBN 3-88309-048-4, Sp. 358–360 (Artikel/Artikelanfang im Internet-Archive).

| Personendaten    | Personendaten                                         |
| ---------------- | ----------------------------------------------------- |
| NAME             | Clarenus, Angelus                                     |
| ALTERNATIVNAMEN  | Pietro da Fossombrone                                 |
| KURZBESCHREIBUNG | italienischer Franziskaner, Vertreter der Spiritualen |
| GEBURTSDATUM     | um 1250                                               |
| GEBURTSORT       | Chiarino, Mittelitalien                               |
| STERBEDATUM      | 1337                                                  |
| STERBEORT        | Süditalien                                            |